# Hermann Schütt (Unternehmer)

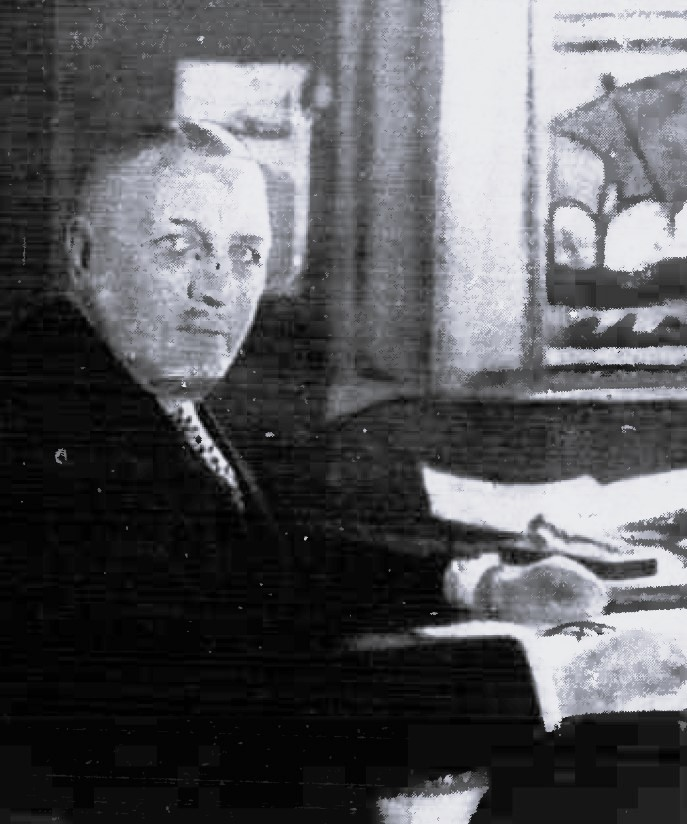
Hermann M. C. Schütt

Michael Christian Hermann Schütt (* 16. Juli 1866 in Lübeck; † 17. Januar 1928 ebenda) war Seniorchef der C. F. Schütt & Co.

## Leben

### Herkunft
Der Lübecker Kaufmann Heinrich Nicolaus Schütt, Urgroßvater Hermanns, führte bereits im Jahre 1814 ein Schiffsmaklergeschäft. Als er verstarb, ging das Geschäft auf seinen am 25. September 1808 geborenen Sohn über.

#### Christian Friedrich

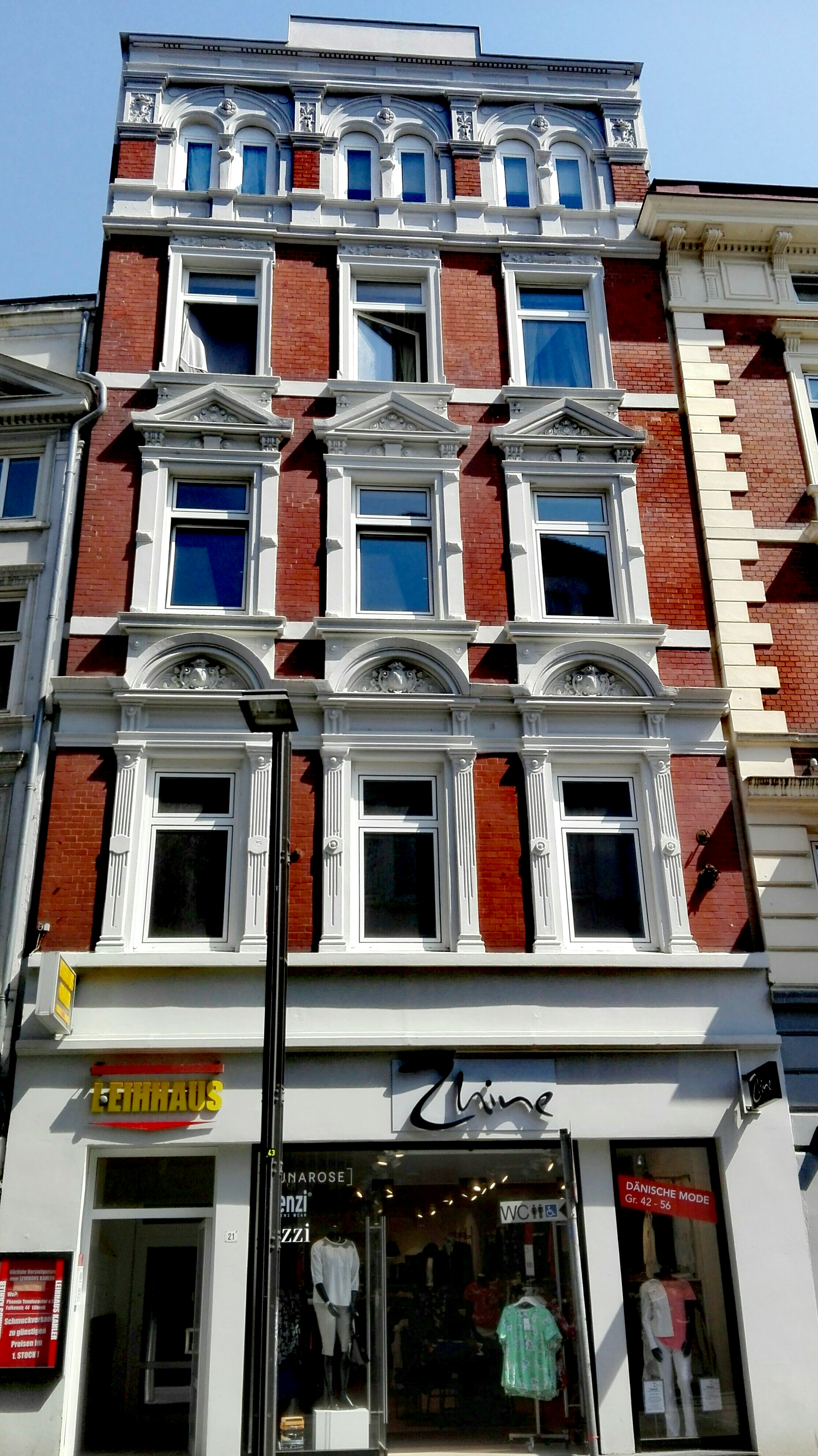
Breite Straße 21

Johannes Christian Friedrich Schütt gründete aus dem Geschäft am 28. Juni 1831 die Firma C. F. Schütt & Co. im Hause der Breiten Straße 780 (jetzt 21). Als weitblickender und rühriger Kaufmann erwarb sich dieser eine hohe Wertschätzung seiner Mitbürger. Als Kaufmann vertrat er die Svea- und Halland-Linie und widmete seine besondere Tätigkeit dem Verkehr mit Schweden.
Seit 1864 war er in der vaterstädtischen Verwaltung war er als bürgerlicher Deputierter in der Central-Einquartierungskommission bis zum 23. April 1870 ein führendes Mitglied im Militärdepartement. Knapp ein Jahr später, 22. April 1871, wurde er in die Einquartierungskommission für die Stadt zum bürgerlichen Deputierten gewählt und blieb es bis zum 21. April 1883.
Auf Allerhöchste Kabinettsorder hin erhielt der Schiffsklarierer am 18. März 1872 für seine auf dem Gebiet der Krankenpflege während des Deutsch-Französischen Krieges besonders herausragenden Leistungen den Kronenorden 4. Klasse mit dem Roten Kreuz auf weißem Feld am Erinnerungsband verliehen. Im Kriegerverein war er Mitglied und wurde später zu dessen Ehrenmitglied ernannt.
Für die Hinterbliebenen des am 22. November 1875 auf der Travemünder Reede gekenterten Bootes konstituierte sich am 24. ein Komitee, dem auch Schütt angehörte, zur Sammlung von Beiträgen.
In der Gesellschaft zur Beförderung gemeinnütziger Tätigkeit war er an der gemeinsamen Bestrebung sowie der Gründung der Badeanstalt beteiligt und wurde in dessen Verwaltung Mitglied des Aufsichtsrates. Auf der Generalversammlung der Aktiengesellschaft Lübecker Bade-Anstalt am 23. April 1879 schied er aus deren Aufsichtsrat aus und wurde im Jahr danach wieder hineingewählt. Auf der Generalversammlung am 24. März 1882 schied er aus dem Aufsichtsrat. Auf der Generalversammlung vom 30. April 1885 wurde Dr. Wichmann an die Stelle des im Vorjahr Verstorbenen in das Kontrollgremium gewählt.

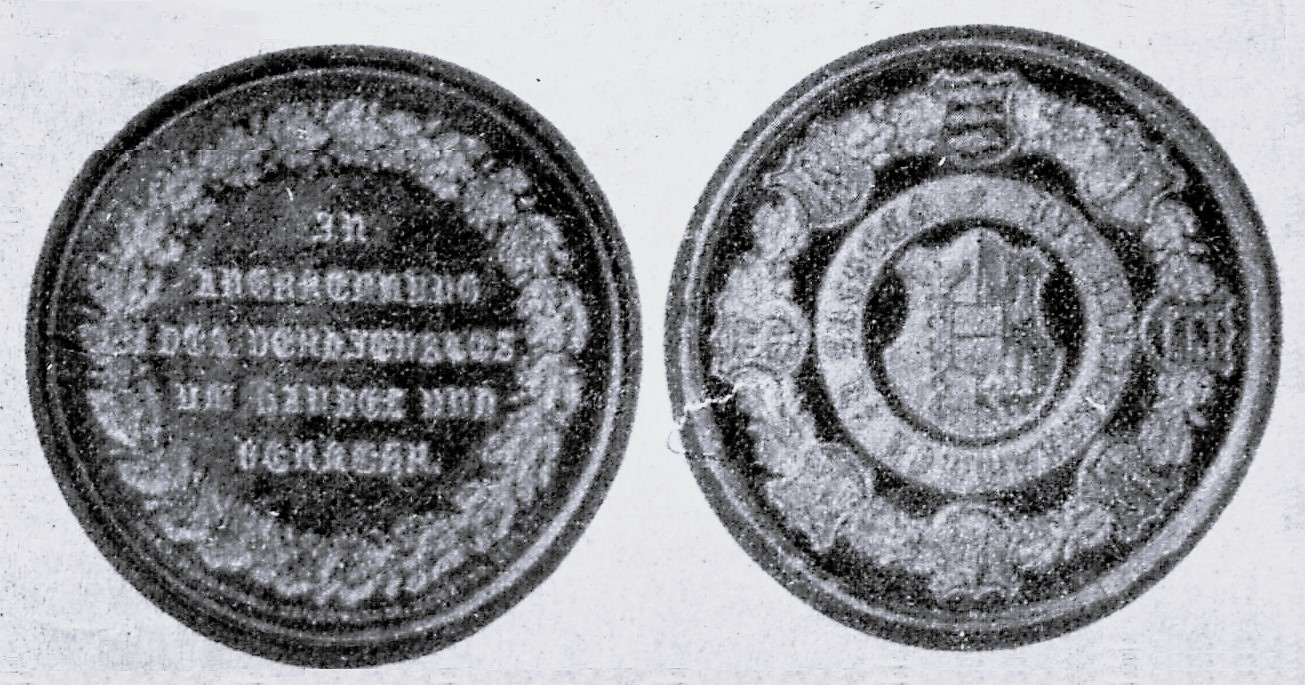
Ehrendenkmünze der Handelskammer zu Lübeck

Anlässlich des 50. Jubiläums seines Geschäftes verlieh ihm die Lübecker Handelskammer mit der großen Ehrendenkmünze in Gold ihre höchste Auszeichnung als „Zeugnis hoher Achtung und Anerkennung seiner großen Verdienste um die Aufrechterhaltung der für Lübeck so wichtigen Verkehrslinie mit Schweden zu einer Zeit in der die Dampfschiffsverbindung dorthin gefährdet war.“ Auch Schwedens König zollte seiner unermüdlichen Tatkraft durch Verleihung des Kgl. Wasaordens volle Anerkennung.
Schütt verstarb am 6. Juli 1884.

#### Louis
Louis Schütt wurde am 21. Mai 1835 als Heinrich Gotthard Ludwig geboren, trat am 1. März 1863 als Teilhaber in die Schiffsmaklerfirma ein und beteiligte sich, gleich seinem Vater, in tatkräftiger und erfolgreicher Weise an den Geschäften der Firma und am öffentlichen Leben.
Auf der am 14. Februar 1876 stattgefundenen Hauptversammlung des Nautischen Vereins wurde Louis wieder in dessen Vorstand gewählt. Mit ihm und drei Kapitänen wurde in Lübeck eine Kommission zur Bildung eines Lokal-Schulschiffsvereines gebildet. Für 1878 wurde er am 4. März d. J. für die Interne Revision zum Revisor gewählt.
Auf der Versammlung der Kaufmannschaft vom 25. Mai 1880 wurde er für die Wahl in deren Vorstand vorgeschlagen und später erwählt. Auf der Versammlung der Kaufmannschaft wurden, neben der Feststellung des Ehrengehaltes des neugewählten Präses Lange, die Schiffsmakler Burmeister, Jäde und Schütt für die am 19. Juli 1889 stattfindende Wahl eines neuen Mitgliedes der Handelskammer vorgeschlagen.
Die Generalversammlung des lübeckischen Vereins der Schillerstiftung erwählte ihn am 17. Oktober 1880 zu seinem Revisor. Auf der Generalversammlung am 10. Dezember 1893 wurde er an Stelle des aus dem Amte scheidenden Hermann Otte, Direktor der Commerz-Bank in Lübeck, wieder zu deren Revisor gewählt. Am 29. Mai 1895, als er turnusmäßig ausschied, wurde Adolf Erasmi, Eigentümer der Bonbon-, Marzipan und Zuckerwarenfabrik F. Vorbeck, zum Revisor gewählt.
Das Wahlkomitee für die Nachwahlen der Bürgerschaft erwählte ihn am 20. April 1881 als Beisitzer des II. Wahlbezirks (MMQ). Auf der Versammlung des Bürgerausschusses am 27. Dezember 1882 ist er zum stellvertretenden Mitglied der Ersatz-Kommission gewählt worden. Bei der Bürgerschaftswahl des I. Wahlbezirks (Jakobi Quartier und Vorstadt St. Gertrud) gaben bei der Bürgerschaftswahl am 16. Juni 1893 von 917 Wahlberechtigten 619 (67,45 %) ihre Stimme ab. Schütt erhielt 1 Stimme.

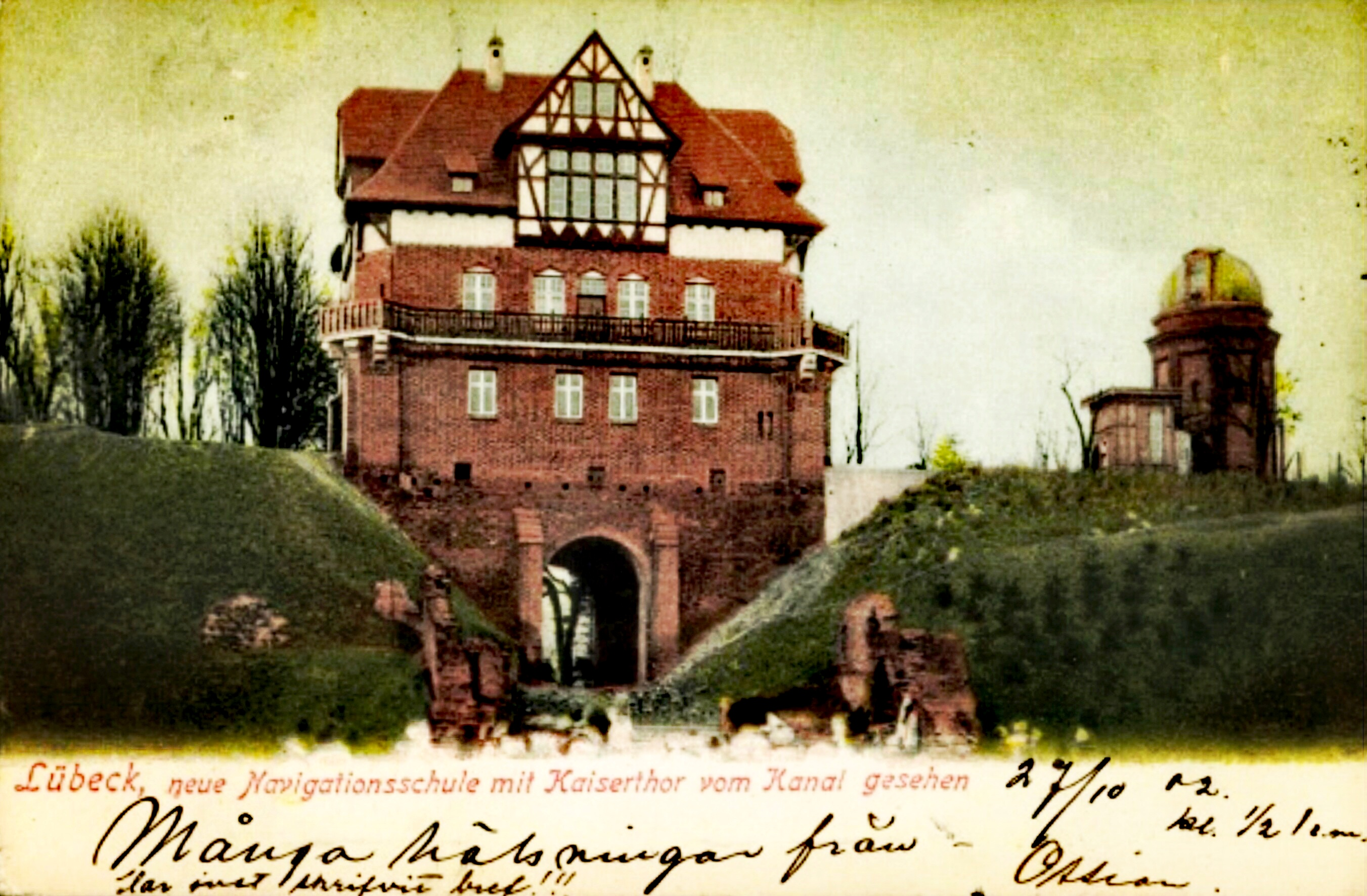
Navigationsschule mit Kaisertor

Als Friedrich Esmarch, Chirurg und Begründer des zivilen Samariterwesens, 1885 in der Kaufmannschaft einen Vortrag hielt, wandte er sich persönlich an die örtliche Vorsitzende des Roten Kreuzes und legte ihr die Unterweisungen im Samariterdienst nahe. Ein entsprechender Verein trat am 5. März unter dem Vorsitz von Louis und Carl Türk zusammen. Es wurde vorgeschlagen, diese für alle Seemannsschulen an der deutschen Küste für die Steuerleute obligatorisch zu machen. Auf Veranlassung des Senatoren Johannes Fehling, in sein Ressort fiel die Angelegenheit, wurden in der lübeckischen Navigationsschule beim Kaisertor die Unterweisungen als erster deutschen verbindlich eingeführt. Das Rote Kreuz stellte hierfür bis 1892 Arzt und Lehrapparat zur Verfügung, danach übernahm dies der Staat.
Auf der Generalversammlung der Aktiengesellschaft Lübecker Bade-Anstalt vom 30. April 1885 wurde Louis in dessen Aufsichtsrat gewählt.
Das Kontor wurde 1882 An die Untertrave 12, also näher an den Hafen, verlegt.
Der Aufruf zu Spenden durch deren Verkauf und Verlosung Mittel zur Beheizung der Marienkirche erbracht werden sollten, wurde auch von Louis unterzeichnet.
Zu seinem 75-jährigem Bestehen erhielt der kaufmännische Verein „Concordia“ von der Handelskammer 1000 Mark geschenkt und dessen Mitglieder schenkten ihrem langjährigen Vorsitzenden, Louis, als Anerkennung für dessen 25-jährige in der Leitung des Vereins einen kostbaren silbernen Tafelaufsatz.
Am Morgen des 18. Juni 1903 verstarb Louis nach längerem Leiden und hinterließ seine am 30. Juni 1927 84-jährig versterbende Frau Hermine, geborene Freiin von Starkloff, und seine Söhne. Anlässlich seines Todes setzten viele der im Hafen liegenden Schiffe ihre Flaggen auf halbmast.

#### Wilhelm Ludwig
Mit ihm übernahm zehn Jahre nach seinem Bruder, dem Kaufmann, und dem Tod seines Vaters 1903 auch dessen zweiter Sohn, der Schiffsreeder, als Teilhaber die Firma. Nach dem Tode Herrmanns wurde er 1928 Inhaber. 1931 feierte die Firma ihr 100-jähriges Bestehen.

### Laufbahn

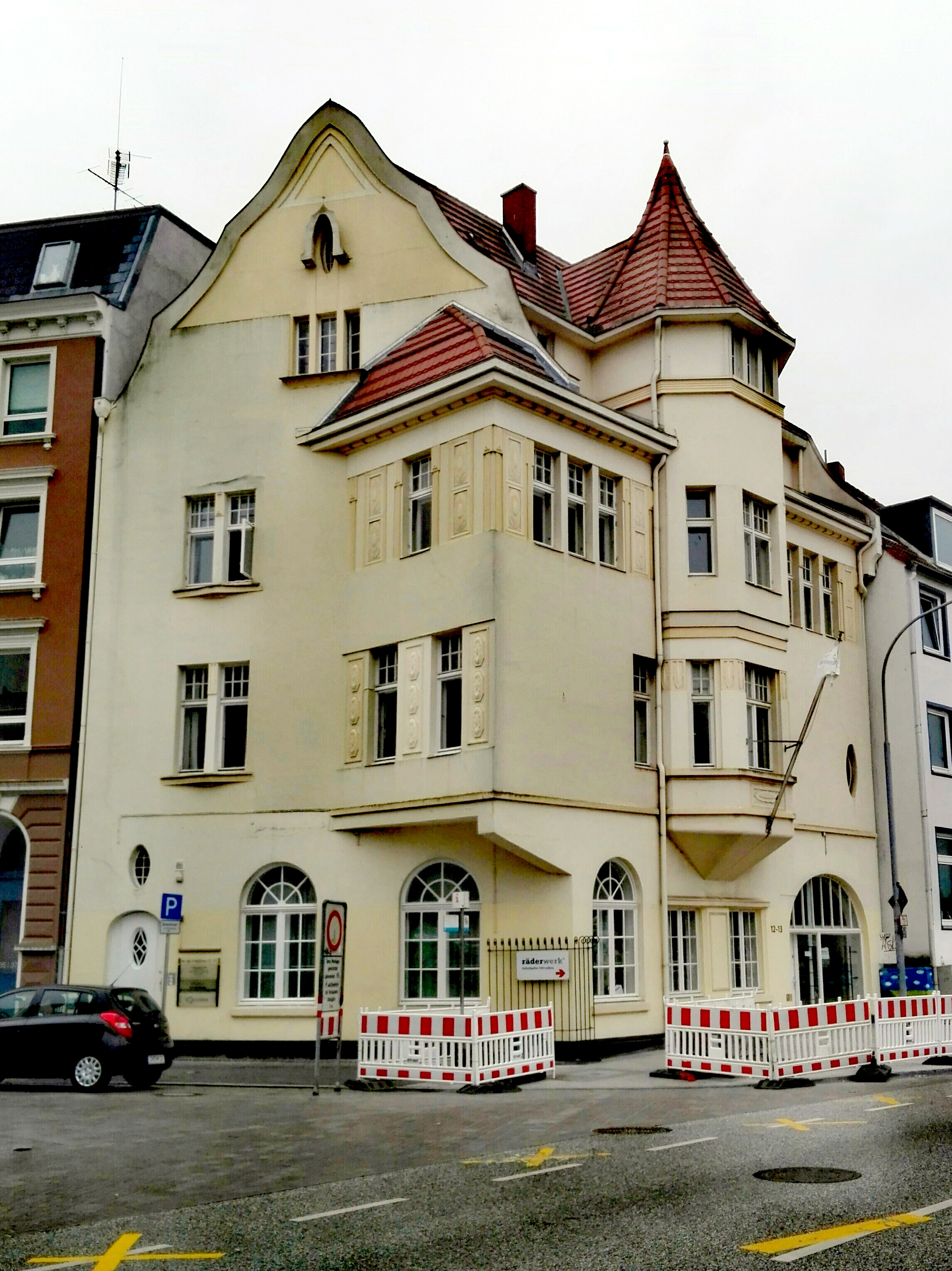
An der Untertrave 12/13

Im Jahr nachdem das Kontor an die Untertrave 12, heute 12/13, verlegt worden war, trat Hermann Schütt 1883 in die Schiffsmaklerfirma ein. Zehn Jahre später wurde er zum Teilhaber und im gleichen Jahr von der Gesellschaft zur Beförderung gemeinnütziger Tätigkeit als Mitglied aufgenommen.
Das unter seinem Vater zur Blüte gebrachte Unternehmen C. F. Schütt & Co. wurde von ihm und seinem zehn Jahre später nach dem Tode des Vaters an dessen Stelle als Teilhaber eingetretenen Bruder Wilhelm weitergeführt. Sie bauten die Schiffsmakler-, Reederei- und Befrachtungsabteilungen aus und fügten das Versicherungswesen als neuen, sich als bedeutend erweisenden, Zweig der Firma hinzu.
Am 18. Juni 1906, dem dritten Todestag des Seniorchefs, wurde das 75-jährige Jubiläum der alten seit drei Vierteljahrhunderten in geheiligten Traditionen geführten großen Lübecker Reederei-, Schiffsmakler- und Versicherungsfirma begangen. Sie unterhielt zu jener Zeit zahlreiche in den Norden führende Firmenverbindungen. Die nach Dänemark und Schweden waren intensiviert und regelmäßige Verbindungen mit Finnland hinzugefügt worden. Man hatte dem lübeckischen Hafen viele Schiffslinien und -verbindungen zugeführt.
Während des Weltkrieges legte Schütt großen Wert auf die täglichen Verbindungen mit dem neutralen Skandinavien. Deutschland ist auf diesem Wege mit Rohstoffen und Nahrungsmitteln versorgt worden.
Nach dem Krieg gehörte Schütt zu den Eifrigsten, die dem Lübecker Hafen Errungenes erhalten und Neues hinzuzuerwerben suchten. Neben der Halland-Gesellschaft und der Svea-Linie vertrat und betreute man nun auch den Norddeutschen Lloyd.
Zu den Gründern des Arbeitgeberverbandes der Arbeitgeber des Hafens gehörte auch Schütt. Von Beginn an gehörte er zu dessen Verwaltungsausschuss. Ebenfalls war er ein Mitglied des Vorstandes vom Reedereiverein.
Am Morgen des 17. Januar 1928 erlag Schütt unerwartet einem Schlaganfall. Die Trauerfeierlichkeiten fanden am 20. Januar auf dem Burgtorfriedhof statt.

### Familie
Schütt war mit Anna verheiratet. Aus der Ehe ging eine Tochter hervor, Sophie.